# Gare de Darnétal
La gare de Darnétal est une gare ferroviaire française de la ligne de Saint-Roch à Darnétal-Bifurcation, située sur le territoire de la commune de Darnétal, dans le département de la Seine-Maritime, en région Normandie.
Elle est mise en service en 1867 par la Compagnie des chemins de fer du Nord. Sa fermeture à tout trafic, décidée par la Société nationale des chemins de fer français (SNCF), intervient dans les années 1990.

## Situation ferroviaire
Établie à 41 mètres d'altitude, la gare de Darnétal est située au point kilométrique (PK) 112,794 de la ligne de Saint-Roch à Darnétal-Bifurcation, entre la gare ouverte de Morgny (s'intercalent celles fermées de Préaux - Isneauville et de Saint-Martin-du-Vivier) et la fin de la ligne (dont elle est séparée par le viaduc de Darnétal). Cette dernière est marquée par une bifurcation et un raccordement avec la ligne de Paris-Saint-Lazare au Havre, permettant d'atteindre la gare de Rouen-Rive-Droite.

## Histoire

### Ouverture, développement et fermeture

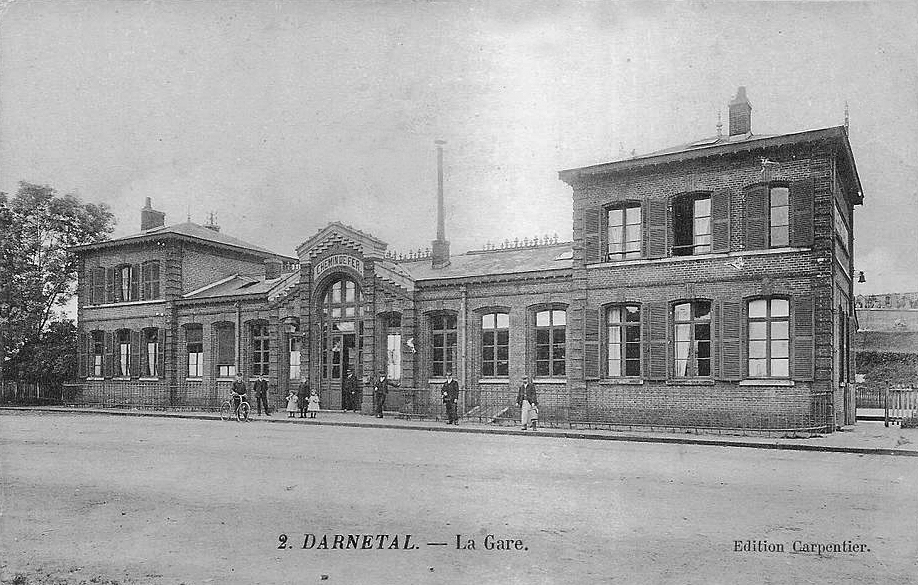
La gare, vers 1900.

La gare de Darnétal est mise en service le 18 avril 1867 par la Compagnie des chemins de fer du Nord, lors de l'ouverture de l'exploitation aux voyageurs de la ligne d'Amiens à Rouen. L'ouverture du service des marchandises a lieu le 26 avril. Elle dispose d'un grand bâtiment voyageurs en briques (matériau également utilisé pour des ouvrages dans le pays de Caux), construit par la compagnie sur un modèle type des stations du Nord.
C'est une gare de passage, car la ligne se poursuit jusqu'à son terminus de la gare de Martainville, en passant sur le viaduc de Darnétal et sous la ligne de Paris au Havre, qui doit être reliée par un court embranchement.
Pendant la Première Guerre mondiale, la gare est investie, au début de l'année 1915, par le « groupe de sapeurs de chemins de fer » qui procède à un remaniement complet des installations. Cela nécessite une réquisition de terrains voisins pour permettre l'allongement des voies en impasse, la modification de la tête des garages vers Rouen et la création d'une voie de réparation de wagons. En 1926, un décret du président de la République déclare que ces terrains sont conservés pour les besoins des services publics.
Le 1er janvier 1938, la SNCF devient propriétaire des infrastructures (ligne et gare). En 1957, Darnétal dispose de plusieurs voies de garage. Les fermetures aux trafics fret et voyageurs interviennent dans les années 1990.

### Projets de réouverture
En 2014, la réouverture de la gare — en fermant la halte de Saint-Martin-du-Vivier pour des raisons techniques d'exploitation —, pour une desserte par les trains régionaux, est étudiée par le CESER de Haute-Normandie (à la suite de deux pétitions lancées par un conseiller municipal). Les objectifs sont de faciliter l'accès au centre-ville de Rouen depuis la commune, en encourageant le report modal des automobilistes, et d'assurer l'intermodalité avec la ligne T3 de bus TEOR dont le terminus est situé à proximité (en l'occurrence au centre hospitalier Durécu-Lavoisier) ; d'ailleurs, le parvis est alors utilisé comme parking relais par le réseau Astuce.
En 2022, le projet de service express métropolitain de Rouen (défendu par le collectif citoyen « SOS Gares ») envisage lui aussi ladite réouverture, ainsi que celle concomitante de Saint-Martin-du-Vivier — la desserte de cette dernière ayant été interrompue en août 2019.

## Patrimoine ferroviaire
L'ancien bâtiment voyageurs, construit par la Compagnie du Nord pour l'ouverture de la ligne, est toujours présent sur le site, mais n'est plus utilisé par le service ferroviaire. En outre, un quai subsiste.
Par ailleurs, l'ancienne halle à marchandises, implantée au nord du bâtiment voyageurs, semblait être à l'abandon en 2012 ; elle n'existe plus désormais.